# هوندا توشی‌آکی
هوندا توشی‌آکی (به ژاپنی: 本多 利明 Honda Toshiaki); ۱ ژانویهٔ ۱۷۴۴ – ۲۵ ژانویهٔ ۱۸۲۱) ریاضی‌دان، کارشناس سیاسی، و اقتصاددان در دوره ادو اهل ژاپن بود.